# Mohamed Mohamed Mahanan
Mohamed Mohamed Mahanan, conocido deportivamente como Mahanan (Melilla, España, 21 de julio de 1983) es un exfutbolista español que jugaba como defensa central. Procede de la cantera de la Unión Deportiva Melilla, equipo en el que ha desarrollado toda su carrera profesional, desde su debut en 2004 hasta colgar las botas el 25 de agosto de 2020, fecha en la que anunció que seguiría vinculado al club de sus amores como delegado del primer equipo. 

## Trayectoria
Se formó en la cantera de la Unión Deportiva Melilla, y se incorporó al primer equipo norteafricano en 2004, cuando contaba con 21 años, desde entonces fue ganando protagonismo en el equipo hasta convertirse en el eterno capitán y en uno de los centrales habitualmente titulares, habiendo jugado 364 partidos oficiales en Segunda B, anotando un total de 14 goles. Con la UD Melilla ha jugado un total de 15 temporadas completas en la división de bronce del fútbol español, disputando en 3 ocasiones los playoffs de ascenso a Segunda A y jugando hasta en 9 temporadas eliminatorias de la Copa del Rey. 

## Clubes
| Club                    | País   | Año       | PJ (G)   |
| ----------------------- | ------ | --------- | -------- |
| Unión Deportiva Melilla | España | 2004-2020 | 364 (14) |